# Brenntag
Brenntag – niemiecki koncern chemiczny zajmujący się dystrybucją surowców i usług dla przemysłu, dysponujący siecią około 640 placówek zlokalizowanych w 77 krajach.

## Historia
Historia przedsiębiorstwa sięga roku 1874, w którym niemiecki przedsiębiorca Philipp Mühsam założył przedsiębiorstwo handlowe Philipp Mühsam oH, zajmujące się początkowo handlem jajkami na skalę hurtową. Firma stopniowo zwiększała asortyment dystrybuowanych towarów, m.in. o chemikalia, które również wytwarzała.
W 1923 roku przedsiębiorstwo przekształciło się ze spółki z ograniczoną odpowiedzialnością w spółkę akcyjną, zmieniając nazwę na Philipp Mühsam A.-G. Berlin. Spółka pozostawała w rękach rodziny Mühsamów do 1937 roku, w którym została sprzedana Hugonowi Stinnesowi, właścicielowi Hugo Stinnes GmbH. 14 lipca 1937 roku firma przedsiębiorstwa została zmieniona na Brennstoff – Chemikalien – und Transport AG (vormals Philipp Muhsam AG), a 2 lutego 1938 skrócona do Brenntag.
Po II wojnie światowej siedziba spółki została przeniesiona z Berlina do Mülheim an der Ruhr. Szereg działań akwizycyjnych i konsolidacyjnych spowodował, że Brenntag stał się liderem na rynku dystrybucji chemikaliów. 29 marca 2010 spółka zadebiutowała na giełdzie papierów wartościowych we Frankfurcie nad Menem (WKN A1DAHH), a 21 czerwca 2010 jej akcje weszły w skład indeksu MDAX.

## Brenntag w Polsce
Początki działalności firmy na lokalnym rynku sięgają roku 1994 kiedy swoją działalność rozpoczęła firma Ixochem, której głównym obszarem aktywności była dystrybucja surowców chemicznych oraz import i eksport kauczuku syntetycznego. Dynamiczny rozwój Ixochemu doprowadził do stworzenia w 1996 roku wraz z austriacką firmą Neuber GmbH spółki joint venture pod nazwą IXO Neuber Sp. z o.o.
W grudniu 1999 roku spółka została wykupiona przez Brenntag, który rok później przejął także innego dystrybutora surowców chemicznych – firmę HCI. Oba przedsiębiorstwa zostały połączone w jedno i od początku 2002 roku funkcjonują pod nazwą Brenntag Polska Sp. z o.o. z siedzibą w Kędzierzynie-Koźlu.
W sierpniu 2017 przedsiębiorstwo posiadało 20 placówek handlowych, magazynów i laboratoriów oraz zatrudnia ponad 600 osób. W 2016 roku została ona sklasyfikowana na 185. miejscu rankingu 500 największych firm wg dziennika „Rzeczpospolita”.